# Димитър Дюлгеров
Димитър Витанов Дюлгеров е български богослов.

## Биография
Завършва Софийската духовна семинария (1905-1911) и Московската духовна академия (1911-1915). След Първата световна война при откриване на Богословския факултет преподава Догматическо богословие, Мисионерство и патрология в Софийския университет „Свети Климент Охридски“.

## Памет
На Димитър Дюлгеров е наречена улица в квартал „Кръстова вада“ в София (Карта).